# Greg Parks
Gregory Roy Parks, detto Greg (Edmonton, 25 marzo 1967 – Edmonton, 16 giugno 2015), è stato un hockeista su ghiaccio canadese.

## Palmarès

### Olimpiadi
- Argento a Lillehammer 1994.